# کیچو (پرده)

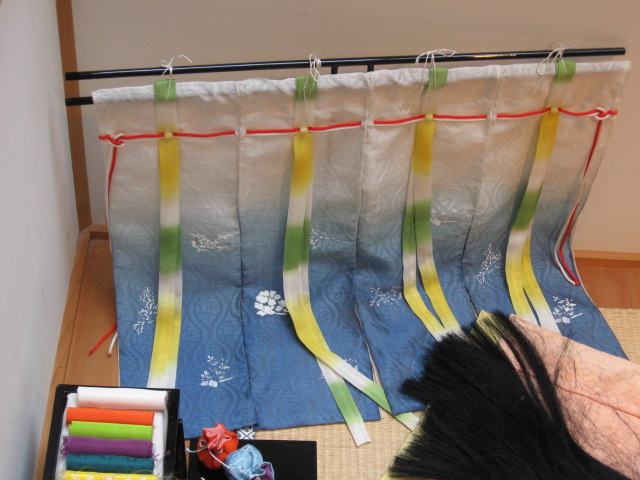
کیچو مینیاتوری در موزه لباس در کیوتو

کیچو (به ژاپنی: 几帳 Kichō)، یک پرده (پارتیشن) ابریشم چند پانل قابل حمل است که توسط یک قطب T شکل پشتیبانی می‌شود. این مورد در خانوارهای اشرافی (کوگه) در طول و پس از دوره هی‌آن (۷۹۴–۱۱۸۵) در ژاپن مورد استفاده قرار می‌گرفت.